# Belida longicornis
Belida longicornis är en tvåvingeart som beskrevs av Hiroshi Shima 1979. Belida longicornis ingår i släktet Belida och familjen parasitflugor. Inga underarter finns listade i Catalogue of Life.